# 176 (nombre)
« Cent soixante-seize » redirige ici. Pour l'année, voir 176.
176 (cent soixante-seize ou cent septante-six) est l'entier naturel qui suit 175 et qui précède 177.

## En mathématiques
Cent soixante-seize est :
- Un nombre pentagonal.
- Un nombre octogonal.
- Un auto nombre.
- Un nombre semi-parfait : 2 + 4 + 16 + 22 + 44 + 88.
- Un nombre heureux : {\displaystyle 1^{2}+7^{2}+6^{2}=86\,}, {\displaystyle 8^{2}+6^{2}=100\,}. {\displaystyle 1^{2}+0^{2}+0^{2}=1\,}.
- 1762 + 1 est un nombre premier.
- 15 peut être partitionné en 176 manières.

## Dans d'autres domaines
Cent soixante-seize est aussi :
- Années historiques : -176, 176